# Can Pradell de Baix
Can Pradell de Baix és una masia del municipi de Vallgorguina (Vallès Oriental) inclosa en l'Inventari del Patrimoni Arquitectònic de Catalunya.

## Descripció
Es tracta d'una masia aïllada de planta rectangular, semisoterrani, planta baixa, pis i golfes. La coberta és a dues vessants desiguals perquè hi ha un cos afegit a ponent. El cos està acabat per una galeria oberta d'arcs de mig punt. El portal d'entrada és d'arc de mig punt dovellat. Les finestres són d'arc pla i de pedra. Hi ha un rellotge de sol a l'altura del primer pis.

## Història
Aquesta masia fou construïda al segle xvii o xviii, és una gran casa i correspon al tipus de les que es cuiden del bestiar, ja que té una sèrie d'annexes on es guarden els animals. Està situada a peu mateix de la carretera, però en zona rural, és a dir, al costat dels camps de conreu.